# May Andersen
 (mai 2014).
Si vous disposez d'ouvrages ou d'articles de référence ou si vous connaissez des sites web de qualité traitant du thème abordé ici, merci de compléter l'article en donnant les références utiles à sa vérifiabilité et en les liant à la section « Notes et références ».
May Andersen, née Lykke May Andersen le 16 juin 1982 à Copenhague, est un mannequin d'origine danoise. Elle a essentiellement travaillé pour Victoria's Secret.

## Biographie
Enfant, elle voulait être chanteuse et a pris des cours de chant. Son objectif de carrière a radicalement changé quand un photographe l'a aperçue dans une rue de Copenhague à treize ans. Celui-ci l'a convaincue ainsi que ses parents qu'elle pourrait faire carrière en tant que mannequin, malgré son jeune âge. En juillet 1998, elle fait son premier défilé de mode pour Valentino à Paris.
L'année 1999 la verra tour à tour en couverture de Elle (version italienne), Glamour (numéro d'avril version italienne). Elle fait des défilés pour Gianfranco Ferré, Miu Miu, Alberta Ferretti, Prada et Valentino.
À dix-huit ans elle déménage à New York.
Elle a essentiellement travaillé pour Victoria's Secret, ainsi qu'en tant que modèle pour des poses, de 2002 à 2004, dans le magazine Sports Illustrated Swimsuit Issue.
Elle a effectué des poses avec des fourrures animales, notamment des cols en renard. En 2003, lors de la semaine des défilés à Paris, elle reçoit des gaz lacrymogènes en marge d'une manifestation contre l'utilisation de fourrures.
En 2006, la chaîne ABC reprend à l'occasion d'une série américaine son personnage sous un nom très proche.